# Relaciones España-Santo Tomé y Príncipe
Las relaciones España-Santo Tomé y Príncipe son las relaciones internacionales entre Santo Tomé y Príncipe y el Reino de España. La embajada de Santo Tomé y Príncipe en Lisboa está acreditada para España, además este país posee en Madrid un consulado general. España tampoco tiene embajada residente en el archipiélago, pero la embajada española en Libreville, Gabón, está acreditada para Santo Tomé y Príncipe.

## Relaciones diplomáticas
Las relaciones entre España y Santo Tomé y Príncipe son excelentes desde el punto de vista político, aunque se caracterizan por la debilidad de los contactos (no hay prácticamente visitas oficiales en uno y otro sentido) y la poca densidad de los intercambios económicos y de cooperación, sobre todo desde que STP dejara de ser país de atención preferente en para la Cooperación española (lo fue en el Plan Director 2005-2008, pero no en los siguientes).

## Relaciones económicas
La balanza comercial de Santo Tomé y Príncipe se ha cerrado con un déficit en los últimos años. La bajada en el precio internacional de los hidrocarburos contribuirá a que este saldo se reduzca durante 2014, y previsiblemente en 2015. Los productos que Santo Tomé exporta al resto del mundo son especialmente cacao y café, mientras que importan productos alimenticios, combustibles, textiles y automóviles.

## Cooperación
En el marco del II Plan Director de la Cooperación Española (2005-2008), que recogía a Santo Tomé y Príncipe como país preferente, se elaboró el Plan de Actuación preferente (2006-2008) que dio origen a la III Comisión Mixta (2007-2010). A partir del III Plan Director de la Cooperación Española 2009-2012, Santo Tomé y Príncipe deja de ser país de actuación de la Cooperación Española, posicionamiento que se mantiene en el IV PD (2013-2016) al incidir fuertemente en la concentración geográfica.
La AOD neta destina a Santo Tomé y Príncipe en el periodo de 2007-2010 fue de 6.1M, de los cuales, la AECID a través de proyectos de desarrollo bilateral directo y de ONGDs, financió actuación por un valor de 4M €. A partir del 2010, la AECID no aprueba ninguna intervención en dicho país salvo un proyecto de cooperación triangular con Cabo Verde en 2014, actualmente única intervención en ejecución.
Los sectores principales de actuación han sido agua y saneamiento, pesca y turismo. En general permitieron una remarcable presencia y visibilidad de la Cooperación Española. En concreto, en el sector agua y saneamiento, se tuvo un enorme impacto con proyectos de apertura de fuentes de agua, canalización y rellenos sanitarios. Las actuaciones en el sector pesca han tenido continuidad a la finalización del financiamiento español con apoyo de la Unión Europea a CETMAR, institución que había recibido los fondos AECID para esta línea de trabajo. En el sector turismo, se tuvo asimismo una actuación de cierto impacto, a través de la ejecución de un proyecto por parte de KOAN CONSULTING.

### Cooperación cultural
En el plano de la cooperación cultural, en 2011 y coincidiendo con la celebración de la fiesta nacional, la Embajada de España organizó su primera actividad cultural oficial en Sao Tomé. En 2013, la Embajada presentó con gran éxito dos conciertos del guitarrista Nono García y su grupo. Estas actividades han sido posibles gracias al apoyo de empresas españolas y a una empresa hostelera local.